# 東峰村
東峰村（とうほうむら）は、福岡県の中南部に位置する村。朝倉郡に属しており、福岡県内4地域の区分では福岡地域に含まれる。

## 概要
2005年3月28日、小石原村と宝珠山村が合併して発足した自治体である。「平成の大合併」で合併して発足した市町村でも数少ない村制を敷いた自治体であり、合併後の新村の人口が約3,000人しかない「ミニ合併」として有名になった。2012年に「日本で最も美しい村連合」に加盟。

## 地理
福岡県の南東部に属し、大分県の日田市と隣接する。村域の大半が山地であり、僅かな部分が農業地帯である。旧筑前国に属すが、旧豊前国と豊後国との境界に位置する。また、筑後平野と日田盆地の中心点であり、分水界になっている。
- 山：マーキー山
- 川：大肥川[2]・宝珠山川[2]・小石原川[2]
- 盆地：小石原盆地[2]

### 気候
福岡県の中では筑豊地方の内陸性の気候に属するが、筑豊の大部分は盆地であるのに対し、旧小石原村一帯は山岳地帯であるため、一概に同じとは言えない。旧小石原村中心部の年平均降水量は2200mm前後、年平均気温は13°C前後と多雨でやや冷涼な気候である。夏の日中は気温が上がりやすく、まれに35°Cを超えることもある。また、山地の為雷雨に見舞われやすい。冬は福岡県の中でも一番標高の高い（500m前後）旧小石原村域を中心に同じ九州の阿蘇などと同様の寒冷な気候となる。旧小石原村は福岡県の中でも特に雪が多く、寒波の際には平地で雪が積もっていない時でも必ずと言っていいほど積雪しており、多いときは一晩で30cm前後積もることもあり雪かきが必須である。また村内の国道はチェーン規制が出ている場合が多く、冬季の通行は注意が必要である。九州北部で記録的低温となった2011年1月には旧小石原村では積雪が50〜70cm前後に達した。

### 隣接する市町村
- 朝倉市[2]
- 嘉麻市[2]
- 田川郡添田町[2]
- 大分県日田市[2]

## 歴史

### 近現代
- 1889年4月1日 - 町村制施行により小石原村と宝珠山村が発足。
- 2005年3月28日 - 小石原村と宝珠山村の対等合併により新村制を施行し、東峰村が発足。また、2村の団結を象った村章を制定する[3][4]。
- 2011年4月8日 - 小石原小学校、宝珠山小学校、東峰中学校の3校を統合し、小中一貫校「東峰学園」が開校。
- 2017年7月5日 - 九州北部を襲った記録的な集中豪雨で大きな被害を受けた（平成29年7月九州北部豪雨）[5]。

### 村章

村章

2005年2月9日に全国からの公募によって決定し、2村を尊重するもので自然豊かなデザインの紋章を制定した。同年3月28日に正式に決定された。

### 歴代村長
1. 高倉秀信（2005年4月24日 - 2013年4月23日）2期
2. 井上一徳（2013年4月24日 - 2013年9月13日）1期
3. 澁谷博昭（2013年10月20日 - 2021年10月19日）2期

## 行政

### 村長
- 眞田秀樹（1期目）
- 任期：2025年10月19日

### 議会
- 定数：10人
- 任期：2026年4月30日

### 村役場
分庁舎方式としている。
- 宝珠山庁舎（旧宝珠山村役場）議会設置庁舎[7]
- 小石原庁舎（旧小石原村役場） - 東峰村大字小石原941番9号[7]

### 警察・消防
警察署は村内にはないが、朝倉市にある朝倉警察署が管轄している。
- 甘木・朝倉消防本部 東出張所
- 東峰村消防団
- 朝倉警察署宝珠山駐在所
- 朝倉警察署小石原駐在所

## 教育
- 東峰村立東峰学園 - 東峰村で唯一の小中学校併設校

2011年に宝珠山小学校・小石原小学校・東峰中学校を統合して出来た学校。旧東峰中（宝珠山地区）の校舎を改築。
以前あった東峰中学校は、1986年に小石原村の小石原中学校と宝珠山村の宝珠山中学校の統合により宝珠山村に設置されたもので、開校当時は両村による中学校組合立であった。学校名と新村名が同じであったが、両村の合併とは直接の関係はない。

## 地域

### 人口
| |                                        |  |
| 東峰村と全国の年齢別人口分布（2005年） | 東峰村の年齢・男女別人口分布（2005年） |  |
| ■紫色 ― 東峰村 ■緑色 ― 日本全国 | ■青色 ― 男性 ■赤色 ― 女性              |  |
| 東峰村（に相当する地域）の人口の推移 \| 1970年（昭和45年） \| 4,190人 \| \| \| 1975年（昭和50年） \| 3,819人 \| \| \| 1980年（昭和55年） \| 3,594人 \| \| \| 1985年（昭和60年） \| 3,560人 \| \| \| 1990年（平成2年） \| 3,371人 \| \| \| 1995年（平成7年） \| 3,117人 \| \| \| 2000年（平成12年） \| 2,948人 \| \| \| 2005年（平成17年） \| 2,749人 \| \| \| 2010年（平成22年） \| 2,432人 \| \| \| 2015年（平成27年） \| 2,174人 \| \| \| 2020年（令和2年） \| 1,899人 \| \| |                                        |  |
| 総務省統計局 国勢調査より |                                        |  |
| 1970年（昭和45年） | 4,190人                                |  |
| 1975年（昭和50年） | 3,819人                                |  |
| 1980年（昭和55年） | 3,594人                                |  |
| 1985年（昭和60年） | 3,560人                                |  |
| 1990年（平成2年） | 3,371人                                |  |
| 1995年（平成7年） | 3,117人                                |  |
| 2000年（平成12年） | 2,948人                                |  |
| 2005年（平成17年） | 2,749人                                |  |
| 2010年（平成22年） | 2,432人                                |  |
| 2015年（平成27年） | 2,174人                                |  |
| 2020年（令和2年） | 1,899人                                |  |

### 大字

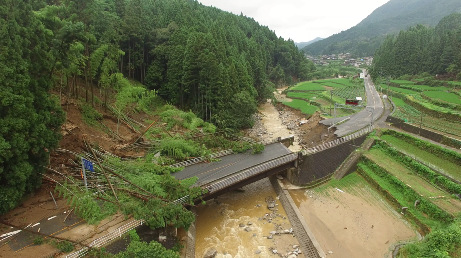
九州北部豪雨により被災した東峰村小石原鼓・福井周辺（2017年7月8日）

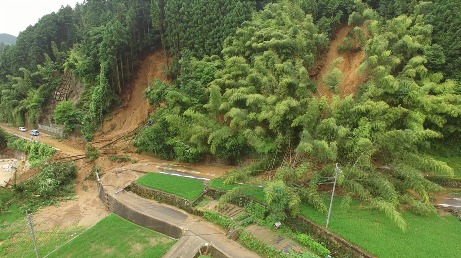
九州北部豪雨により被災した東峰村小石原鼓・福井周辺（2017年7月8日）

#### 小石原地域
- 旧小石原村が範囲である。鼓が小石原鼓に変更した[8]。

| 大字名   | 郵便番号 |
| -------- | -------- |
| 小石原   | 838-1601 |
| 小石原鼓 | 838-1602 |

#### 宝珠山地域
- 旧宝珠山村が範囲である[8]。

| 大字名 | 郵便番号 |
| ------ | -------- |
| 宝珠山 | 838-1701 |
| 福井   | 838-1702 |

## 経済

### 産業
- 旧小石原村地区の特産品として、小石原焼（陶器・国指定伝統工芸品）がある。
- 旧宝珠山村地区には朝倉炭田唯一の炭鉱である宝珠山炭鉱がかつて存在したが、1963年に閉山。

### 郵便局
- 小石原郵便局
- 宝珠山郵便局

### ケーブルテレビ
- 東峰テレビ

## 交通

### 鉄道
村内に鉄道路線は通っていない。かつては九州旅客鉄道（JR九州）日田彦山線が通っていたが、村内の全区間が平成29年7月九州北部豪雨により甚大な被害を受けたため不通となり、2023年8月28日に日田彦山線BRTに転換された。

### 路線バス・乗合タクシー
- JR九州（運行はJR九州バス）日田彦山線BRT（BRTひこぼしライン） - 日田彦山線の代替として東峰村旧宝珠山村地区を経由し添田駅と日田駅を結ぶBRT。村内では日田彦山線時代と同様に3か所に駅を設置している。
  - 筑前岩屋駅 - 大行司駅 - 宝珠山駅
- 東峰村乗合タクシー - 村内各地相互間で利用可能な乗合タクシーが無償運行を経て2024年4月1日より有償運行されているほか、2025年3月31日限りで廃止となった西鉄バスの杷木小石原線の代替として翌4月1日より杷木（杷木商工会駐車場）と村内各地を結ぶ予約不要・定時定路線型の乗合タクシーが運行されている。後者は便ごとに村内の停車地が異なっている。

### 道路
一般国道
- 国道211号
- 国道500号

主要地方道
- 福岡県道52号八女香春線
- 福岡県道78号添田小石原線

道の駅
- 小石原

村内には高速道路は通っていない。村の最寄り高速道路インターチェンジは大分自動車道杷木IC。

## 名所・旧跡・観光スポット・祭事・催事

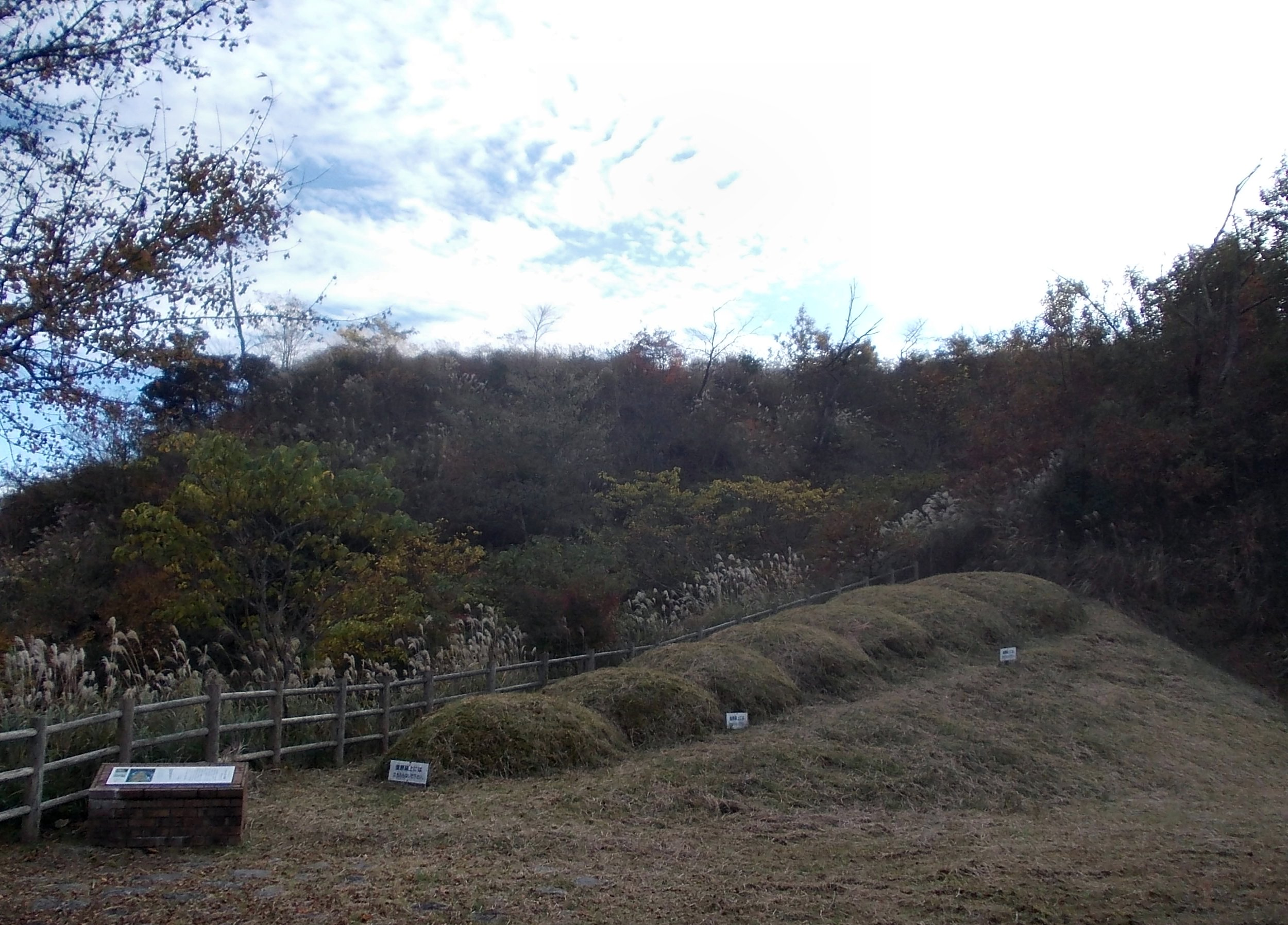
一本杉2号古窯跡

### 催事
- 民陶むら祭（小石原、5月3日〜5日・10月第1土曜日〜第2月曜日）
- 東峰村秋祭り（宝珠山）

### 百選
- 竹の棚田（日本棚田百選）
- 大王杉（森の巨人たち百選）